# 本田多闻
本田多聞（日语：／ Honda Tamon，1963年8月15日—），乃独木舟运动员本田大三郎之子，他亲戚本田圭佑也是著名足球运动员，日本男子摔跤运动员。他曾代表日本参加亚洲摔跤锦标赛，获得一枚金牌和一枚铜牌。他也曾参加1984年、1988年和1992年夏季奥林匹克运动会。
1993年加入全日本職業摔角，於同年10月8日出道。
1996年的翌檜杯聯盟戰中，擊敗循環賽積分和自己一樣的大森隆男，獲得優勝。
1998年10月6日，和泉田純搭檔挑戰第63代亞洲雙打冠軍沃夫·霍克費爾德(台灣翻譯為「野狼」)、強尼·史密斯組，挑戰成功，成為第64代亞洲雙打冠軍。
1999年10月8日，第67代亞洲雙打冠軍三澤光晴、小川良成組歸還頭銜後，和井上雅央搭檔參加王座決定戰，成為第68代亞洲雙打冠軍。
2000年全日本與NOAH分裂事件發生後，加入三澤光晴組成的NOAH，並歸還亞洲雙打冠軍頭銜。
2001年9月5日，挑戰第2代GHC重量級冠軍秋山準，挑戰失敗。
2003年4月13日，挑戰第6代GHC重量級冠軍小橋建太，挑戰失敗。
2003年6月6日，和小橋建太搭檔挑戰第5代GHC雙打冠軍秋山準、齋藤彰俊組，挑戰成功，成為第6代GHC重量級雙打冠軍。
2003年7月15日，和小橋建太搭檔接受高山善廣、真壁伸也(後改擂台名為真壁刀義)的GHC重量級雙打冠軍挑戰，防衛成功。
2003年11月30日，和小橋建太搭檔接受新日本永田裕志、棚橋弘至組的GHC重量級雙打冠軍挑戰，防衛失敗失去王座，GHC重量級雙打冠軍腰帶外流到新日本。
因為本身的長頭髮造型，所以在2003和2004年的NOAH摔角迷感謝日短片中均飾演女高中生。
2006年6月4日，和小橋建太搭檔挑戰第11代GHC重量級雙打冠軍森嶋猛、穆罕默德·尤內組，挑戰成功，成為第12代GHC重量級雙打冠軍。但隨即因小橋遭檢查出腎臟癌需長期缺賽而歸還頭銜。
2009年12月31日，和NOAH契約到期後未獲續約，其後以自由選手身分參戰各職業摔角團體。

## 常見招式
- 鎖頸技
- STF
- 地獄旋轉五輪壓制
- 顏面撞擊落下技
- 金臂勾
- 頭槌
- 岩石落下技
- 原爆固定（不固定，大多摔完才會去壓制）